# 杉原川
杉原川（すぎはらがわ）は、兵庫県中部を南流する河川。加古川の支流の一つ。河川名は上流域の旧地名、杉原谷村（現在の多可町加美区の北半分）に由来する。ひいては、戦国時代に杉原氏（杉原兵太夫）の領地であったことによる地名である。
高級和紙である杉原紙はこの流域に産する。

## 流路
兵庫県多可郡多可町加美区山寄上に源を発する。多可町中区と西脇市を貫流し、西脇市野村町および和布町付近で加古川に合流する。

## 流域の自治体
兵庫県
多可郡多可町、西脇市

## 支流
- 丹治谷川
- 市原谷川
- 三谷川
- 多田川
- 思出川
- 安田川

## 橋梁
下流より記載
西脇大橋・由縁橋（ゆかりばし）・蓬来橋・豊川歩道橋・新豊川橋・三和橋・春日橋・（旧）春日橋・西仙寺橋・市原大橋・日野大橋・天神橋・武島橋・羽山橋・滝野行橋・森本中央大橋・森本橋・加都良大橋・渡瀬橋・ふれあい橋・日赤橋・丘山橋・高東橋・高田橋・安楽田橋・月ケ花橋

## 並行する交通

### 道路
- 国道427号